# Högskär (Eckerö, Åland)
Högskär är en ö i Åland (Finland). Den ligger i Bottenhavet eller Ålands hav och i kommunen Eckerö i landskapet Åland, i den sydvästra delen av landet. Ön ligger omkring 32 kilometer nordväst om Mariehamn och omkring 300 kilometer väster om Helsingfors.
Öns area är 23,2 hektar och dess största längd är 1,2 kilometer i nord-sydlig riktning. Ön höjer sig omkring 15 meter över havsytan.